# Магнолия кахирахираи
Магнолия кахирахираи (лат. Magnolia kachirachirai) — вид цветковых растений, входящий в род Магнолия (Magnolia) семейства Магнолиевые (Magnoliaceae).

## Описание
Вечнозеленое дерево до 20 м высотой и 120 см диаметром; кора гладкая, тёмно-коричневая.
Листья ланцетные, кожистые, толстые, тёмно-зелёные сверху и сизоватые снизу, 6,5—12 см длиной.
Цветки жёлто-зелёные.

## Распространение и экология
Является эндемиком Тайваня, растёт на высоте 500—1300 м над уровнем моря.